# USS McCook (DD-496)
Эскадренный миноносец «Мак-Кук» (англ. USS McCook (DD-496)) — американский эсминец типа Gleaves.
Первоначально под названием Farley заложен на верфи Seattle Tacoma Shipbuilding, Сиэтл 1 мая 1941 года. Спущен 30 апреля 1942 года, вступил в строй 15 марта 1943 года. Капитаном корабля был назначен лейтенант-коммандер С. Дж. Андерсон.
С 30 мая 1945 года быстроходный тральщик DMS-36. Выведен в резерв 27 мая 1949 года. С 15 июля 1955 года снова эсминец DD-496.
Из ВМС США исключён 15 января 1972 года.
Продан 27 августа 1973 года фирме «Zidell Explorations Inc.» в Портленд и разобран на слом.

## Награды
«McCook» получил 3 звезды за службу за действия во Второй мировой войне.